# ريو موراكامي
ريو موراكامي (بالإنجليزية: Murakami Ryū ، باليابانية: 村上 龍 ، ولد: 19 فيبراير 1952 بـ: ساسيبو، ناغاساكي) هو روائي ياباني، كاتب قصص قصيرة، كاتب مقالات ومخرج. رواياته تستكشف الطبيعة البشرية من خلال مواضيع خيبة الأمل، وتعاطي المخدرات، السريالية، القتل والحرب... أشهرها رواياته «تقريبا زرقاء شفافة» (Almost Transparent Blue), «عملة خزانة الأطفال» (コインロッカー・ベイビーズ ، Coin Locker Babies) ورواية «في حساء ميسو» (In the Miso Soup).

## روابط خارجية
- ريو موراكامي على موقع IMDb (الإنجليزية)
- ريو موراكامي على موقع ألو سيني (الفرنسية)
- ريو موراكامي على موقع ميوزك برينز (الإنجليزية)
- ريو موراكامي على موقع أول موفي (الإنجليزية)
- ريو موراكامي على موقع قاعدة بيانات الأفلام السويدية (السويدية)
- ريو موراكامي على موقع ديسكوغز (الإنجليزية)
- ريو موراكامي على موقع قاعدة بيانات الفيلم (الإنجليزية)
- ريو موراكامي على موقع كينوبويسك (الروسية)